# José Antonio Jáuregui

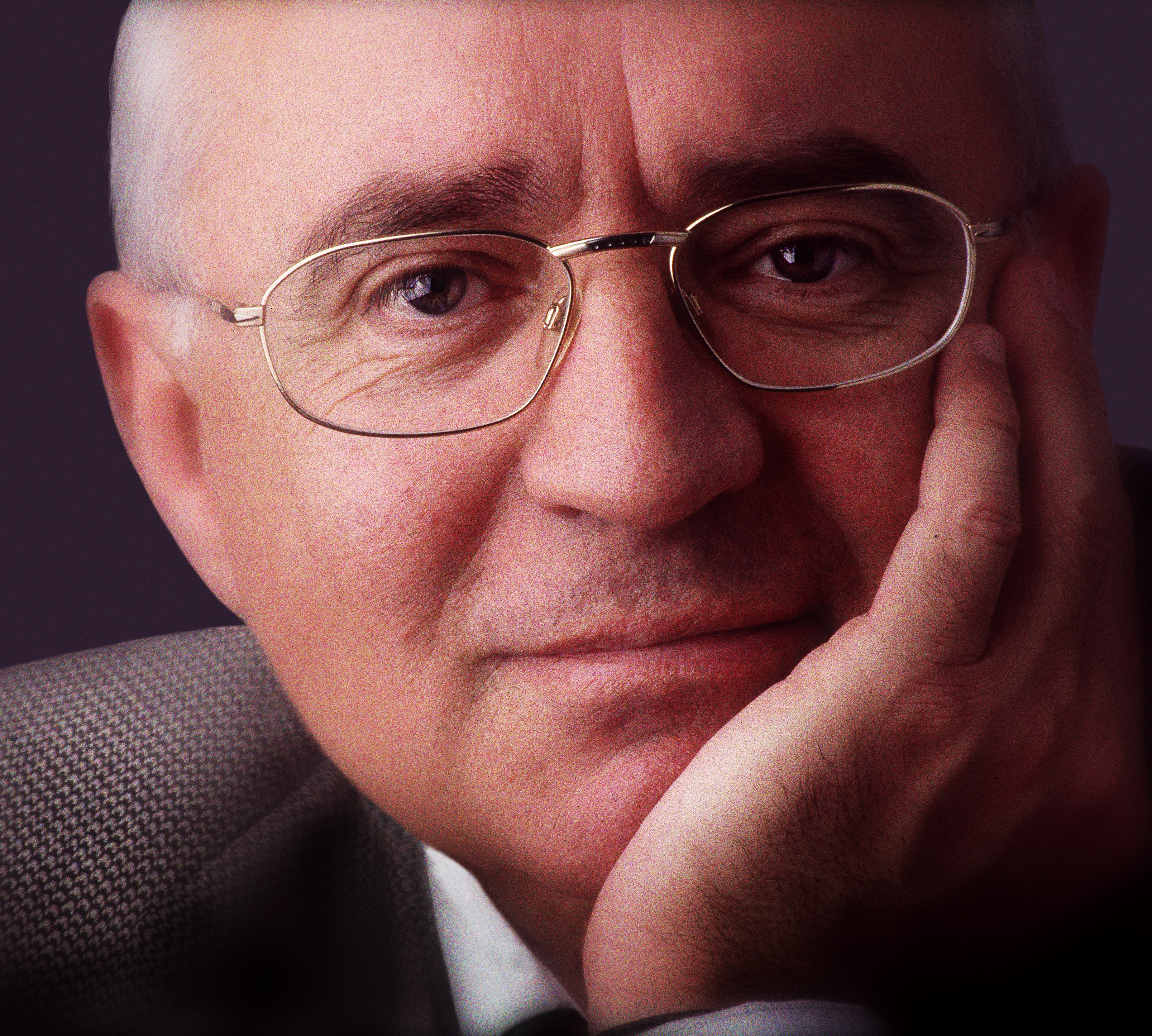
Retrato de José Antonio Jáuregui

José Antonio Jáuregui Oroquieta (Eguíllor, Navarra, 12 de diciembre de 1941 - Sibiu, Rumanía, 5 de junio de 2005) fue un antropólogo, pensador, escritor y columnista español, conocido por sus teorías sobre el comportamiento humano difundidas en sus numerosos libros, artículos y series de televisión divulgativas, entre ellas su programa Las Reglas del Juego (RTVE, 1977), emitido en varios países, y su libro Cerebro y Emociones: El ordenador emocional (Maeva 1997), traducido al inglés, al portugués y al italiano, reeditado de forma póstuma como El ordenador emocional (Editorial Funambulista, 2016). Promovió además diversos proyectos académicos como la fundación de la Universidad Pública de Navarra y la Academia Europea de Yuste. Fue Catedrático Jean Monnet con una cátedra en "Cultura Europea" y académico de número de la Real Academia de Doctores. En el momento de su muerte era candidato al Premio Príncipe de Asturias de Ciencias Sociales, conjuntamente con el sociobiólogo Edward O. Wilson.

## Biografía
José Antonio Jáuregui nació en el pueblo de Eguíllor, Navarra, el 12 de diciembre de 1941. Tras estudiar en el seminario de Pamplona, ingresó en la orden misionera de los Padres Blancos y se ordenó sacerdote, con la intención de trabajar en África. Sin embargo, su interés por el pensamiento le llevó a cursar una licenciatura de Filosofía en la universidad Gregoriana de Roma, y luego un Máster en Antropología Social en la Universidad de Oxford. El supervisor de su tesis, el antropólogo Sir Edward Evan Evans-Pritchard, influyó notablemente en su pensamiento y posterior obra, como lo hizo también el intelectual europeísta Salvador de Madariaga, que vivía también en Oxford en aquella época. En Inglaterra, Jáuregui conoció a Teodora Narváez, con la cual se casó en 1970 tras abandonar el sacerdocio, y con la que tendría cinco hijos. 

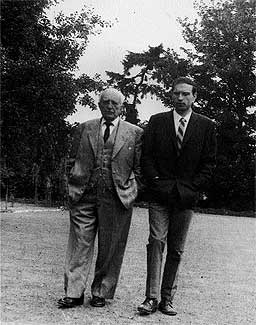
Salvador de Madariaga y José Antonio Jáuregui, paseando por Oxford en 1972.

Fue profesor numerario de Antropología Social en la Oxford Polytechnic (actualmente Oxford-Brookes University), hasta que en 1976 regresó a España, donde recibió el doctorado en Antropología Social por la Universidad Complutense de Madrid. Al año siguiente publicó su primer libro, Las Reglas del Juego: las Tribus y comenzó a emitirse, en TVE-2, su serie televisiva titulada Las Reglas del Juego, de 16 capítulos, que posteriormente fue emitida también en TVE-1 y en las televisiones de varios países. El éxito de esta serie y de otros programas televisivos y radiofónicos como España Entera, llamó la atención de la Public Broadcasting Service norteamericana, la cual se interesó en Las Reglas del Juego. Jáuregui fue invitado en 1980 al Departamento de Antropología de la Universidad del Sur de California (USC), y decidió trasladarse con su familia a Los Ángeles, California.
Tras siete años en EE. UU., Jáuregui volvió a España en 1987, y fue nombrado miembro de la comisión gestora para la fundación de la Universidad Pública de Navarra (UPNA), responsable de la Facultad de Ciencias Humanas y Sociales, de la que fue su primer Decano, así como Director de su Departamento de Antropología. Dirigió además la extensión cultural de la UPNA, organizando conferencias con personalidades como el Dalái lama, Heinrich Rohrer o Camilo José Cela. Recibió el 6 de abril de 1990 una Cátedra Jean Monnet de la Unión Europea, la única concedida en "Cultura Europea", y ejerció su cátedra primero en la UPNA (1990-1991), después en la Facultad de Periodismo de la Universidad Complutense de Madrid (1991-1999), y finalmente en la nueva Universidad Camilo José Cela de Madrid (1999-2005). En estos últimos años publicó numerosos libros, el más popular Cerebro y Emociones: el ordenador emocional (1997). En 1998 ingresó en la Real Academia de Doctores como académico de número.
Su vocación europeísta le llevó a promover diversos proyectos a favor de la cultura y los valores europeos, entre ellos la creación de un monumento en Zuasti, Navarra, a partir de un bloque de 2,5 toneladas del Muro de Berlín, en forma de "L", primera letra de la palabra "Libertad". El monumento se inauguró el 4 de mayo de 1991, a la conclusión de unas jornadas de reflexión y diálogo en torno a "Europa antes y después del Muro de Berlín", con la participación de Simone Veil y Lord Jenkins entre otras personalidades, y un concierto de la Orquesta Sinfónica de Berlín que interpretó el Himno Europeo. El monumento a la libertad incorpora en su base una cita del amigo y maestro de Jáuregui, Salvador de Madariaga: "El camino hacia la paz en Europa debe pavimentarse con piedras arrancadas al Muro de Berlín."
Su proyecto europeo más ambicioso fue el de fundar una Academia Europea, siguiendo el ejemplo y el espíritu multidisciplinar y dialogante de la Academia de Platón. Estaría compuesta de hasta cien sillones, cada uno de los cuales llevaría el nombre de un europeo de todos los tiempos fallecido (Sócrates, Shakespeare, Leonardo da Vinci, Cervantes, ...) y que ocuparían personalidades europeas de reconocido prestigio intelectual o cultural. Esta academia concedería además, cada año, un premio a las personas que más hubieran contribuido al mantenimiento y la difusión de los valores europeos o a la creación y fortalecimiento de la Unión Europea.
Jáuregui encontró un patrocinador y base geográfica para su proyecto en la Junta de Extremadura, y en 1992 se fundó la Academia Europea de Yuste, en torno a la figura de Carlos V como símbolo europeo. A partir de ese momento se comenzaron a nombrar a los primeros académicos, entre ellos a Umberto Eco, Antonio López, Mstislav Rostropovich y José Saramago. El primer Premio Carlos V se entregó a Jacques Delors el 6 de junio de 1995, en un acto presidido por Su Majestad el Rey Don Juan Carlos en el Monasterio de Yuste.
José Antonio Jáuregui falleció en la madrugada del 4 al 5 de junio de 2005, en Sibiu, Rumanía, donde se encontraba como presidente del jurado para la elección de la siguiente capital cultural europea. Ese año era candidato al Premio Príncipe de Asturias de las Ciencias Sociales, conjuntamente con el sociobiólogo Edward O. Wilson.

## Pensamiento
El pensamiento de José Antonio Jáuregui se recoge en sus numerosos libros, algunos de los cuales se tradujeron a idiomas como el inglés, el italiano, el portugués o el chino; en series de radio y televisión que se emitieron en varios países; y en más de 800 de artículos y columnas de opinión publicados en El País, Ya, Diario 16, El Mundo y ABC, entre otros periódicos y revistas.
Desde su tesis en la Universidad de Oxford, sobre el valor simbólico del toro en España, Jáuregui se interesó por los mecanismos psico-sociológicos del nacionalismo y más en general por lo que llamó el "sentimiento tribal". En su libro y su serie televisiva Las Reglas del Juego (1977) aplicó el concepto de "tribu" (sin connotaciones despectivas) no solo a las sociedades pequeñas y sencillas que han estudiado tradicionalmente los antropólogos, sino también a sociedades territoriales como Cataluña, España, Europa o Estados Unidos. Según Jáuregui, el ser humano es un animal "jugador" que compite como individuo y como miembro de distintos grupos, y uno de los juegos fundamentales que orientan su vida social es el juego territorial. El "sentimiento tribal" impulsa al individuo a trabajar, crear y luchar por su sociedad territorial, incluso hasta el punto de sacrificar su vida por ella. 
Los símbolos de la "tribu", cuando se ensalzan o se denigran, provocan emociones fuertes en el individuo, de cercanía o rechazo, de amor o de odio, de orgullo o vergüenza --y Jáuregui se refiere no solo a los símbolos oficiales (bandera, líder, escudo), sino especialmente a los cotidianos (el idioma, las costumbres, la cocina, la música, la literatura, las figuras destacadas de la historia...). Su análisis de los mecanismos de identidad nacional se adelantó al interés que estos temas suscitaron posteriormente en las ciencias sociales tras la caída del Muro de Berlín y la guerra de los balcanes.
Para poner su teoría sobre el "sentimiento tribal" en contexto, Jáuregui desarrolló en sus siguientes obras un modelo general de la motivación humana basado en las emociones, desafiando el paradigma existente de la psicología cognitiva. Propuso en El Ordenador Cerebral (Labor, 1990; posteriormente reeditado en 1997 por Maeva como Cerebro y Emociones: el ordenador emocional; y reeditado póstumamente en 2016 por Funambulista) que el individuo está sujeto a la programación biológica y "biosocial" de su ordenador cerebral, que lo presiona mediante las sensaciones y emociones agradables (recompensas) o desagradables (castigos) para cumplir las tareas que su cuerpo, su mente y su sociedad le imponen.
Con esta teoría, Jáuregui contribuyó al cambio de paradigma en la psicología que iniciaron investigadores como Antonio Damasio, y que dan una mayor importancia a las emociones. Por otro lado, las ideas de Jáuregui sobre mecanismos "biosociales" -mecanismos de comportamiento que se refieren a la vida social, como la vergüenza, el lenguaje, las normas sociales o incluso la religión, pero que Jáuregui consideraba innatos y universales en la especie humana- se acercaban a la sociobiología del etólogo Edward O. Wilson. Según escribió el propio Wilson, Jáuregui fue "un pionero de la sociología y la biología evolutiva, y un pensador original de primera categoría. Sus aportaciones más conocidas nos han ayudado a comprender la naturaleza biológica de la mente humana, y lo que ese vínculo con las demás ciencias naturales significa para nuestra percepción de la condición humana... Argumentó, apoyándose en una evidencia sólida, que existe una verdadera naturaleza humana, compuesta de una serie de respuestas emocionales y predisposiciones de aprendizaje que todas las personas comparten en virtud de las propiedades básicas de la herencia genética de la Humanidad".
El interés de Jáuregui por la etología le llevó a colaborar con el naturalista Félix Rodríguez de la Fuente, con el que estaba preparando una serie televisiva conjunta llamada El Animal Humano cuando este último falleció en 1980. Desde entonces, y durante los siguientes 25 años, trabajó sobre un proyecto de ficción en el que sus teorías antropológicas se mezclaban con reflexiones animalistas y ecologistas, y que se acabó publicando póstumamente como Juicio a los Humanos (2006).
Jáuregui también empleó sus teorías sobre el "sentimiento tribal" y las culturas que lo inspiran para analizar diversas comunidades concretas y sus mecanismos de identidad. Lo hizo con la comunidad navarra en Mecanismos de Identidad Territorial del Navarro, la tesis doctoral que presentó en la Universidad Complutense para convalidar sus estudios en España (publicada póstumamente como La Tribu Navarra en 2008); con la propia nación española en España Entera (1980), Una Tribu Llamada España (1978) y España Vertebrada (2004); con Europa en Europa: Tema y Variaciones (2000) e incluso con la comunidad de todos los seres humanos en La Identidad Humana (2003). Según Jáuregui, un mismo ser humano puede experimentar sentimientos territoriales hacia distintas comunidades, según el momento y la situación, dentro de una estructura jerárquica, siguiendo el principio de fisión y fusión de Evans-Pritchard: valenciano ante un catalán, pero español ante un sueco, europeo ante un japonés, y humano frente a un simio o un hipotético extraterrestre. 
Jáuregui defendió a lo largo de su obra la búsqueda de los elementos comunes entre culturas, la interdependencia entre los pueblos y la posibilidad de la "armonía de las civilizaciones". En su búsqueda de una cultura común europea, por ejemplo, abogó por un europeísmo sin eurocentrismo: "No deberíamos los europeos caer en ninguna estúpida arrogancia tribal al maravillarnos del 'patrimonio cultural común' que hemos heredado. Al fin y al cabo nacer en Europa es un accidente (y nacer otro accidente, por cierto). Pero es nuestro deber conocer, mantener y preservar nuestra cultura y hacer cuanto esté en nuestras manos para que siga dialogando Platón, componiendo Mozart, escribiendo Cervantes, pintando Miguel Ángel y fabricando los 'stradivarius' Antonio Stradivari, no para imponer nuestra cultura a nadie, sino para ofrecer en un espíritu de servicio, de solidaridad y de agradecimiento nuestros productos culturales a toda la familia humana, teniendo en cuenta la deuda inmensa y desconocida que hemos contraído con otras sociedades que nos han regalado sus maravillosos inventos culturales y recordando siempre el consejo de Montesquieu: 'Jamás haré nada que beneficie a Francia si perjudica a Europa; jamás haré nada que beneficie a Europa si perjudica a la Humanidad'."

## Libros
- Las Reglas del Juego: Las Tribus (1977)
- Las Reglas del Juego: Los Sexos (1982)
- El Ordenador Cerebral (1990)
- Dios Hoy (1992)
- Cerebro y Emociones: El Ordenador Emocional (1997)
- Europa: Tema y Variaciones (2000)
- Aprender a Pensar con Libertad (2000)
- La Vida es Juego (2003)
- La Identidad Humana (2003)
- España Vertebrada (2004)
- Juicio a los Humanos (2006)
- La Tribu Navarra (2008)

## Series de radio y televisión
- Las Reglas del Juego (RTVE, 1977)
- España Entera (RTVE, 1980)
- Una Tribu Llamada España (Radio Nacional de España, 1978)
- Un Español en Estados Unidos (Radio Exterior de España, 1982-83